# 75 Ceti
Désignations
75 Ceti (en abrégé 75 Cet) est une étoile géante de la constellation équatoriale de la Baleine, qui possède au moins deux exoplanètes. Elle est faiblement visible à l'œil nu avec une magnitude apparente de 5,35. D'après la mesure de sa parallaxe annuelle par le satellite Hipparcos, l'étoile est distante de ∼ 268 a.l. (∼ 82,2 pc) de la Terre. Elle s'en rapproche à une vitesse radiale héliocentrique de −6 km/s.

## Nomenclature
75 Ceti est la désignation de Flamsteed de l'étoile. En astronomie chinoise traditionnelle, elle faisait partie de l'astérisme de Tiān Qūn (en chinois 天囷), représentant un « grenier céleste circulaire ».

## Propriétés
75 Ceti est une étoile géante de type spectral K1 III, qui a épuisé les réserves en hydrogène de son noyau et qui s'est étendue et refroidie de telle sorte que son rayon est environ 10,4 fois plus grand que le rayon solaire. C'est une géante du red clump, ce qui indique qu'elle est située à l'extrémité rouge de la branche horizontale et qu'elle génère son énergie par la fusion de l'hélium dans son noyau. L'étoile est âgée de 1,4 milliard d'années et sa masse vaut 1,9 fois celle du Soleil. Elle est environ 52 fois plus lumineuse que le Soleil et sa température de surface est de 4 846 K.

## Système planétaire
Un premier compagnon planétaire de 75 Ceti a été découvert grâce à la méthode des vitesses radiales par le programme de l'Okayama Planet Search Program (en) et a été annoncé en 2012. Ses découvreurs considèrent que cette planète, désignée 75 Ceti b, est « typique » des géantes gazeuses mais elle reçoit beaucoup plus de radiations de son étoile que la Terre.
Cette même équipe a également détecté deux possibles périodes supplémentaires de variations dans leurs données, qui pourraient être dues à une exoplanète dont la masse minimale est comprise entre 0,4 et 1 MJ, et orbitant à des distances d'environ 0,9 et 4 ua. En 2023, la présence d'une seconde exoplanète d'une masse comparable à celle de Jupiter, 75 Ceti c a été confirmée, orbitant à une distance de 4 ua et qui est également plus irradiée que la Terre. Le signal périodique de plus courte période, correspondant à une hypothétique planète orbitant à 0,9 ua, s'est avéré être en fait un alias de la véritable période orbitale de la planète c.
| Planète | Masse                  | Demi-grand axe (ua) | Période orbitale (jours) | Excentricité       | Inclinaison | Rayon |
| ------- | ---------------------- | ------------------- | ------------------------ | ------------------ | ----------- | ----- |
| b       | ≥2,479+0,074 −0,090 MJ | 1,912+0,002 −0,003  | 696,62+1,33 −1,69        | 0,093+0,026 −0,042 |             |       |
| c       | ≥0,912+0,088 −0,143 MJ | 3,929+0,058 −0,052  | 2 051,62+45,98 −40,47    | 0,023+0,191 −0,003 |             |       |